# Sem (nome)
Sem  è un nome proprio di persona italiano maschile.

## Varianti in altre lingue
- Basco: Sem
- Catalano: Sem
- Ceco: Šém
- Ebraico: שֵׁם (Shem)[2]
- Esperanto: Ŝem
- Finlandese: Seem
- Francese: Sem
- Georgiano: სემი (Semi)
- Greco biblico: Σημ (Sem)[2]
- Greco moderno: Σημ (Sīm)
- Latino: Sem[1][2]
- Olandese: Sem[2]
- Polacco: Sem
- Portoghese: Sem
- Russo: Сим (Sim)
- Serbo: Сем (Sem)
- Spagnolo: Sem
- Ucraino: Сим (Sym)
- Ungherese: Sém

## Origine e diffusione
È un nome di tradizione biblica, portato da Sem, uno dei figli di Noè nell'Antico Testamento, quello che sarà il progenitore dei popoli semitici. Etimologicamente, deriva dall'ebraico שֵׁם (Šəm), che vuol dire letteralmente "nome" (interpretato talvolta come "fama", "gloria"), da cui deriva anche il nome Samuele. Non è però escluso che possa significare "scuro", in riferimento al colore della pelle.
Non va confuso con Sam, ipocoristico di nomi quali Samantha e Samuele.

## Onomastico
Il nome è adespota, non essendoci santi così chiamati, quindi l'onomastico può essere festeggiato il 1º novembre, festa di Ognissanti.

## Persone
- Sem Benelli, poeta, scrittore e drammaturgo italiano
- Sem Dresden, compositore olandese

### Variante Shem
- Shem Kororia, atleta keniota
- Shem Tov ben Yosef Falaquera, filosofo e poeta spagnolo